# 罗贝萨尔
罗贝萨尔（法語：Robersart，法語發音：[ʁɔbɛʁsaʁ]）是法国上法蘭西大區北部省的一个市镇，属于埃尔普河畔阿韦讷区。

## 地理
罗贝萨尔（50°9'25"N, 3°38'36"E）面积2.33 平方千米，位于法国上法蘭西大區北部省，该省份为法国最北部的省份及最长的省份，西北濒北海，西接加来海峡省，南至埃纳省和索姆省，东与比利时接壤。
与罗贝萨尔接壤的市镇（或旧市镇、城区）包括：普勒欧布瓦、布西、方丹欧布瓦、洛基尼奥勒、北部省普瓦。
罗贝萨尔的时区为UTC+01:00、UTC+02:00（夏令时）。

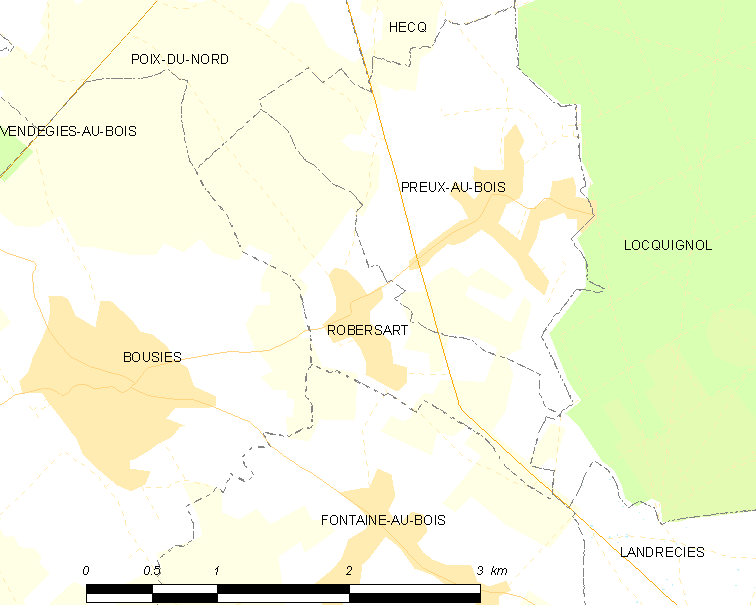
罗贝萨尔的OSM定位图

## 行政
罗贝萨尔的邮政编码为59550，INSEE市镇编码为59503。

## 政治
罗贝萨尔所属的省级选区为埃尔普河畔阿韦讷县。

## 人口

1962-2008年间罗贝萨尔人口变化图示

罗贝萨尔于2022年1月1日时的人口数量为208人。